# Pretty Girl Rock
Pretty Girl Rock è un brano musicale della cantante statunitense Keri Hilson, estratto come secondo singolo dall'album No Boys Allowed del 2010. Il brano è stato scritto da Bill Withers, Ralph MacDonald, William Salter, Shaffer Smith e Charles Harmon, con questi ultimi due coinvolti anche in veste di produttori.
Il brano è stato promosso dalla Hilson attraverso numerose performance dal vivo in varie trasmissioni televisive, fra cui Late Night with David Letterman, Tonight Show with Jay Leno e The Ellen DeGeneres Show, ed in vari concerti come VH1 Divas Salute the Troops.
Negli Stati Uniti, il brano ha raggiunto al suo apice la quarta posizione della Hot R&B/Hip-Hop Songs, e la ventiquattresima della Billboard Hot 100. Il singolo è riuscito anche ad entrare nelle classifiche del Canada (alla ottantunesima posizione), in Irlanda (alla quindicesima posizione), in Nuova Zelanda (all'undicesima posizione) e nel Regno Unito (alla cinquantatreesima posizione).
Il video musicale prodotto per Pretty Girl Rock è stato diretto da Joseph Kahn, e vede Keri Hilson interpretare il ruolo di numerose icone femminili della musica americana, incluse Joséphine Baker, Dorothy Dandridge, le Andrews Sisters, Diana Ross, Donna Summer, Janet Jackson e le TLC. Il video è stato presentato in anteprima nel programma BET's 106 & Park l'11 novembre 2010.

## Tracce
Digital download
1. Pretty Girl Rock - 4:04

UK Digital EP
1. Pretty Girl Rock - 4:04
2. Pretty Girl Rock (Cahill Radio Edit) - 3:23
3. Pretty Girl Rock (Cahill Deb Remix) - 5:39
4. Pretty Girl Rock (Cahill Club Remix) - 6:09

## Classifiche
| Classifica (2010/2011)   | Posizione massima |
| ------------------------ | ----------------- |
| Austria                  | 21                |
| Canada                   | 81                |
| Germania                 | 14                |
| Irlanda                  | 50                |
| Nuova Zelanda            | 11                |
| Giappone                 | 12                |
| Regno Unito              | 53                |
| US Billboard Hot 100     | 24                |
| US Hot R&B/Hip-Hop Songs | 4                 |
| US Pop Songs             | 25                |

### Classifiche di fine anno
| Classifica (2011) | Posizione |
| ----------------- | --------- |
| Stati Uniti       | 70        |